# Laccophilus pseustes
Laccophilus pseustes är en skalbaggsart som beskrevs av Guignot 1955. Laccophilus pseustes ingår i släktet Laccophilus och familjen dykare. Inga underarter finns listade i Catalogue of Life.